# Opere complete
Opere complete è un box set di Fabrizio De André pubblicato nel 1999.

## Contenuti
Contiene tredici album in ordine cronologico e un ulteriore CD singolo con solo due brani, mai apparsi ufficialmente su album. Nella raccolta mancano Caro amore, La canzone di Marinella cantata con Mina, Titti e tutta la prima produzione Karim.

## Elenco

### Album
1. Vol. 1º
2. Tutti morimmo a stento
3. Volume 3º
4. La buona novella
5. Non al denaro, non all'amore né al cielo
6. Storia di un impiegato
7. Canzoni
8. Vol. 8
9. Rimini
10. Fabrizio De André (L'indiano)
11. Crêuza de mä
12. Le nuvole
13. Anime salve

### Singoli
1. Una storia sbagliata/Il pescatore